# Pont de San Juanico
Le pont de San Juanico (Tulay ng San Juanico en tagalog, Tulay han San Juanico en waray) enjambe le détroit de San Juanico pour relier les îles de Samar et Leyte aux Philippines. Il fait partie de l'autoroute transphilippine.
Dans sa partie la plus longue, le pont prend la forme d'un viaduc constitué de poutres d'acier reposant sur des piliers en béton armé, et sa travée principale en treillis a une forme d'arche. Construit sous le régime autoritaire du président Ferdinand Marcos grâce à des prêts de l'Aide publique au développement japonaise, il a une longueur totale de 2,16 kilomètres, ce qui en fait le deuxième plus long pont enjambant une étendue d'eau de mer aux Philippines après le pont Cebu-Cordova.
Il s'agissait de l'un des grands projets de Marcos financés par des prêts étrangers pendant la période précédant l'élection présidentielle de 1969. Achevé quatre ans plus tard, il a été inauguré le 2 juillet 1973 à l'occasion de l'anniversaire d'Imelda Marcos. Dès son achèvement, les économistes et les ingénieurs des travaux publics ont dénoncé le projet comme inutile, car son trafic quotidien moyen était trop faible pour justifier le coût de sa construction. Après la fin du régime de Marcos, l'activité économique à Samar et Leyte s'est finalement suffisamment développée pour justifier l'utilité du pont, et il est devenu une attraction touristique emblématique.

## Histoire

### Développement
Le pont, tout comme le Centre culturel des Philippines, faisait partie d'un vaste ensemble de grandes infrastructures lancées par Ferdinand Marcos pendant la campagne électorale pour les présidentielles de 1969. Ces projets financés par des prêts étrangers devaient être pour lui des vitrines afin de vanter les « réussites » de son administration.
Cependant, à l'époque où le projet a été conçu, il n'y avait pas encore beaucoup de trafic entre les îles de Leyte et de Samar, dont l'économie était relativement peu développée. Par conséquent, il n'y avait pas de réel besoin d'un projet aussi coûteux, auquel il fallait rajouter les intérêts du prêt.
Le projet trouve son origine dans un premier prêt de 25 millions de dollars de la Japan bank for international cooperation destiné à l'achat d'équipements pour le développement d'autoroutes. L'administration de Marcos a étendu cet accord pour inclure la construction du pont de San Juanico, ainsi que l'achat de rouliers. Le coût de la construction du pont s'élevait à 22 millions de dollars américains (environ 154 millions de pesos dans les années 1970), financés par des prêts d'aide publique au développement de l'Agence japonaise de coopération technique à l'étranger (OTCA), prédécesseur de l'actuelle Agence japonaise de coopération internationale (JICA),. Il s'agissait de la première aide publique au développement accordée par le Japon aux Philippines par l'intermédiaire de la JICA.
Par l'intermédiaire du ministère des transports, le gouvernement philippin a confié la construction du pont à la Construction and Development Corporation of the Philippines (CDCP, aujourd'hui la Philippine National Construction Corporation), une société fondée par Rodolfo Cuenca, proche collaborateur de Marcos
,.

### Construction

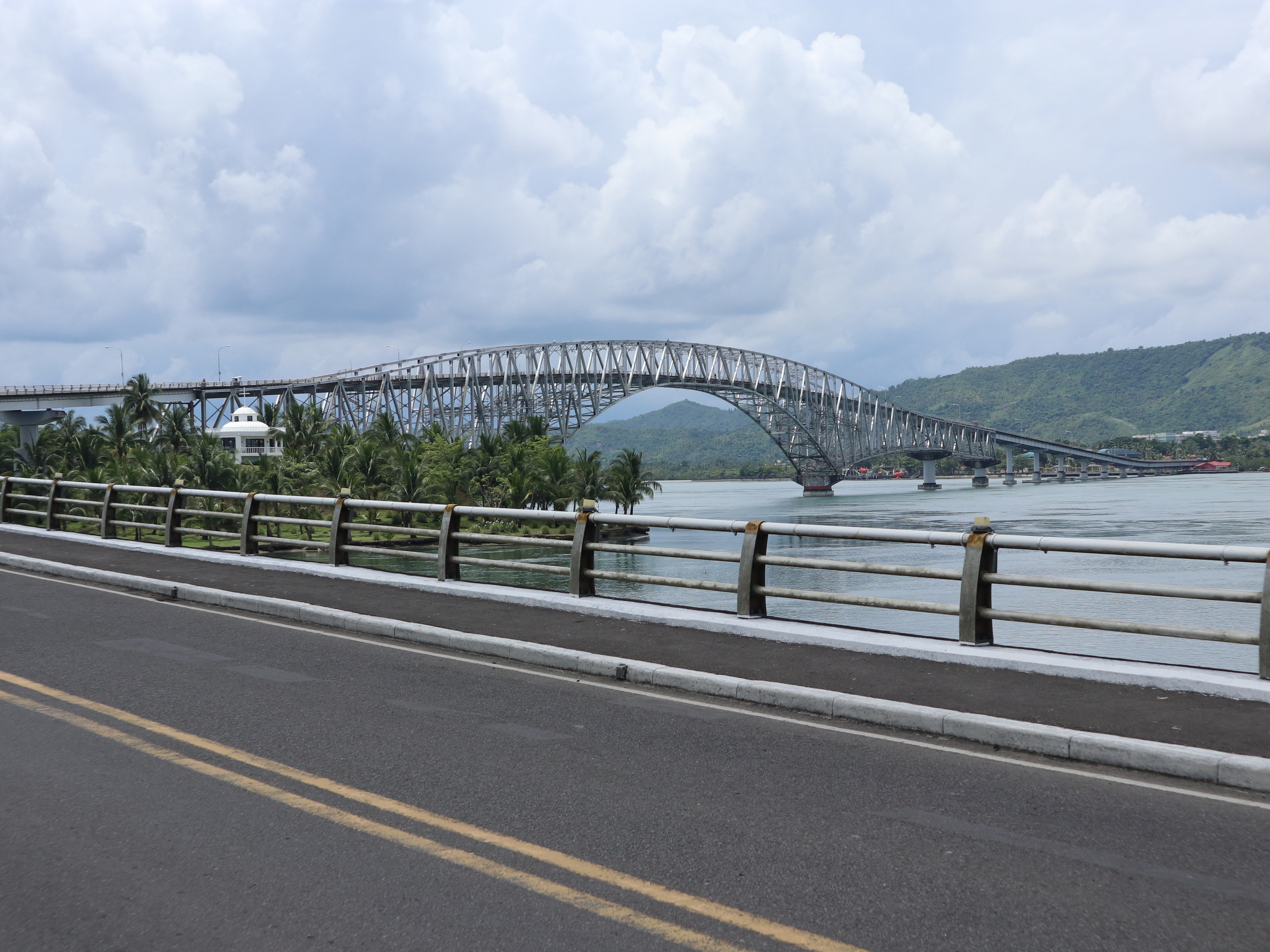
Partie principale du pont en 2022.

La construction du pont a commencé pendant la campagne présidentielle de 1969. Il a finalement été achevé quatre ans plus tard, en 1973, et a été inauguré le 2 juillet, à l'occasion de l'anniversaire d'Imelda Marcos.
La conception du pont reflétait l'esthétique d'autres projets d'infrastructure associés aux Marcos, décrit par l'historien de l'architecture Gerard Lico comme « une obsession et une compulsion à construire des édifices comme marque de la grandeur ».

#### Après la construction
Selon l'ancien directeur adjoint de l'Autorité nationale pour l'économie et le développement, Ruperto Alonzo, le projet était initialement un éléphant blanc, c'est-à-dire un bien inutilement coûteux, car son trafic quotidien moyen était trop faible pour justifier le coût de sa construction.
Après la fin du régime de Marcos, l'activité économique à Samar et Leyte s'est finalement sufisamment développée pour justifier l'utilité du pont, et il est devenu une attraction touristique emblématique.
Le pont a été légèrement endommagé par le typhon Haiyan, connu localement sous le nom de supertyphon Yolanda, en novembre 2013
, mais il a été rapidement réparé et rouvert dans le mois.

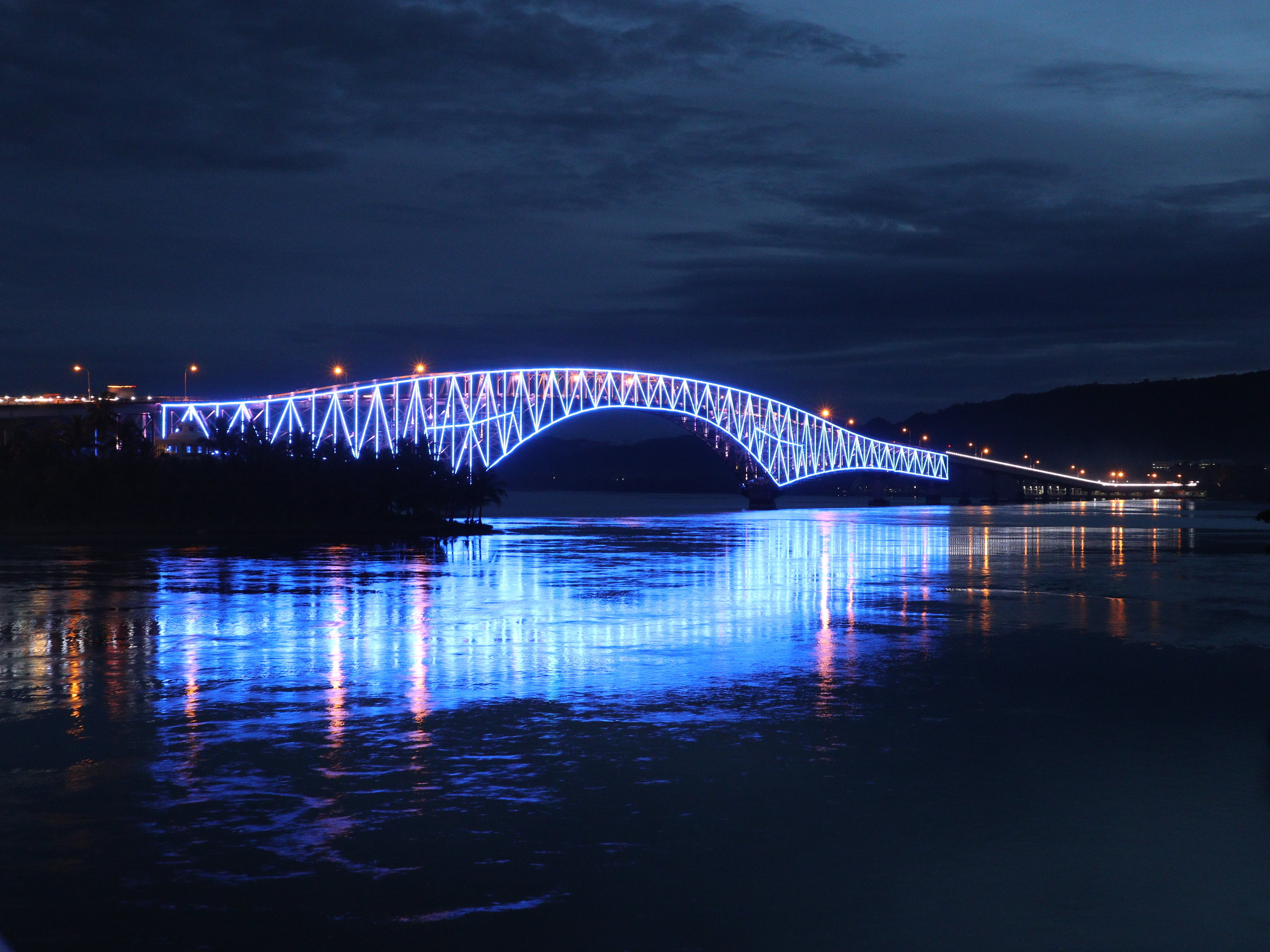
Le pont en 2022 avec ses illuminations.

La gouverneure de Samar, Sharee Ann Tan, a proposé en 2018 un projet d'installation de lumières LED sur le pont, avec des effets d'éclairage programmés pour certaines occasions, afin de stimuler le tourisme entre les îles de Leyte et de Samar. Le projet de 80 millions de pesos a été approuvé par l'Autorité des infrastructures et zones d'activités touristiques en janvier 2018. Après des retards,
,, le début a commencé le 26 juillet 2019 et l'inauguration de l'éclairage a eu lieu le 20 octobre 2022
.

## Caractéristiques

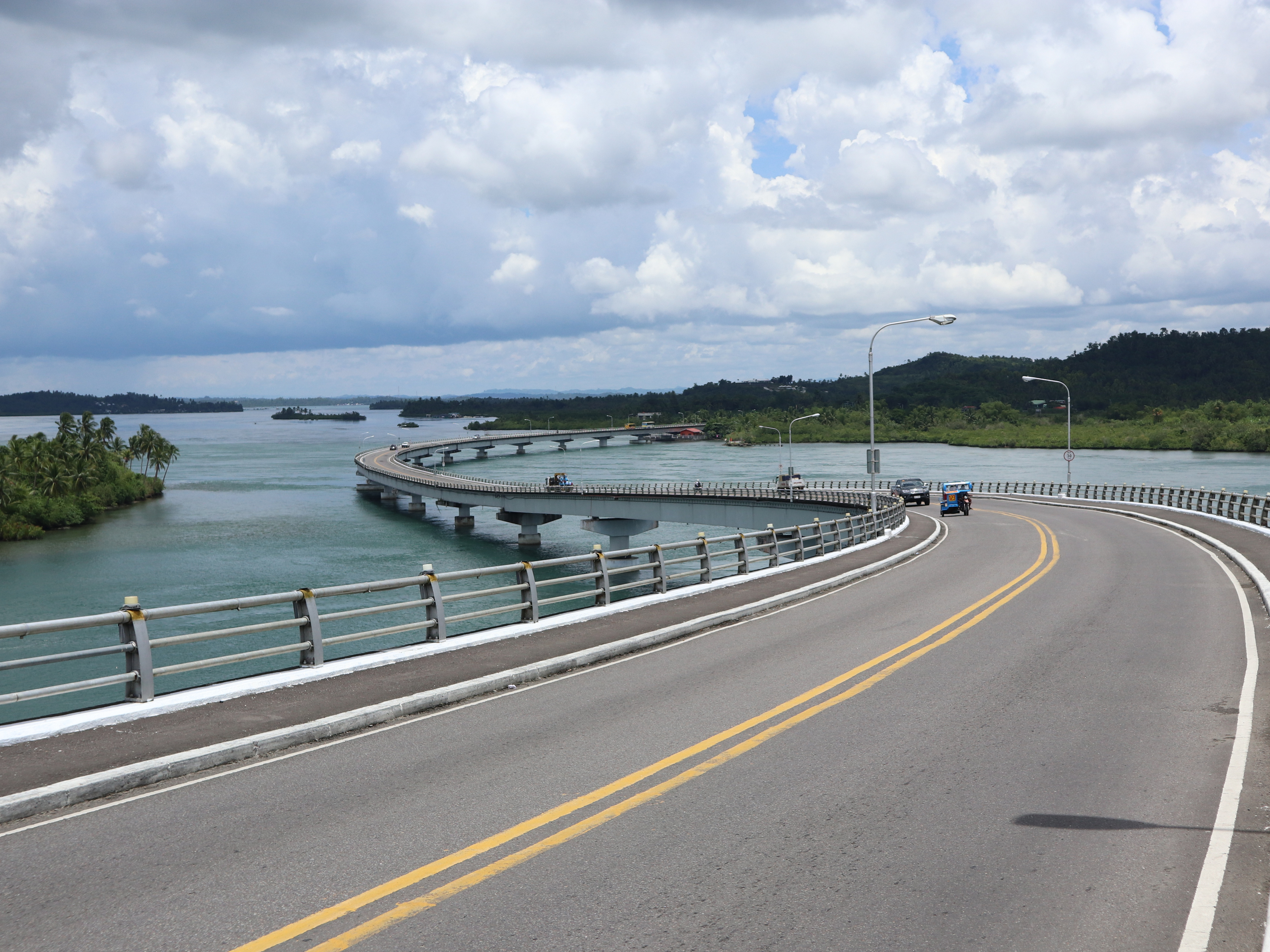
Partie à virages.

Le pont de San Juanico relie les îles de Leyte et de Samar, de la ville de Tacloban à la ville de Santa Rita. Il traverse le détroit de San Juanico. Il s'agit du deuxième plus long pont enjambant une étendue d'eau de mer aux Philippines après le pont Cebu-Cordova, avec une longueur totale de 2,16 km. Il comporte 43 travées en acier, la travée principale mesurant 192 m.
Les butées du pont sont reforcées par des barres en acier en forme de H, tandis que les piles cylindriques en béton Prepakt sont cises sur la roche.
Le pont fait partie de l'autoroute transphilippine (communément appelée autoroute Maharlika), un réseau de routes, de ponts et de voies maritimes qui relient les îles de Luçon, Samar, Leyte et Mindanao. L'autoroute a été ébauchée en 1965 et construite sous l'administration de Marcos pour servir de colonne vertébrale aux transports dans le pays
.

## Importance énonomique
En 2018, le pont de San Juanico est considéré par le gouvernement comme l'une des principales destinations touristiques de Tacloban. Le pont joue également un rôle important pour le tourisme et l'économie des îles de Samar et de Leyte en les reliant.

## Accidents
Le 22 septembre 2002, une barge a percuté une des piles en béton du pont, nécessitant des répérations de 25 millions de pesos. Puis, en octobre, une partie du pont a glissé d'au moins 10 centimètres après qu'un support métallique de sa fondation en béton a cédé, ce qui a été attribué par l'ingénieur Jimmy Chan à la fatigue des matériaux.

## Dans la culture populaire
L'acteur et cascadeur philippin Dante Varona a sauté du pont San Juanico sans harnais dans le film Hari ng Stunt (1981). La nouvelle The Bridge d'Yvette Tan est basée sur l'une des légendes urbaines entourant le pont de San Juanico.
Un certain nombre de légendes urbaines sont associées à la construction du pont. La plus populaire concerne une femme qui supervise le projet et qui, suivant les conseils d'une diseuse de bonne aventure, ordonne aux ouvriers de mélanger du sang d'enfant aux fondations du pont. Une fée des rivières maudit la femme et lui fait pousser des écailles nauséabondes sur les jambes,.
Pendant la loi martiale sous le régime autoritaire de Ferdinand Marcos, le personnel militaire pratiquait une méthode de torture particulière appelée « le pont de San Juanico » : une personne est battue alors que sa tête et ses pieds sont allongés sur des lits séparés et que son corps est suspendu comme pour former un pont,.